# Муляровка
Муля́ровка (транслит.: Muliaraŭka; бел. Муля́раўка) — посёлок и станция в Петриковском районе Гомельской области Белоруссии. Административный центр Муляровского сельсовета.
На севере граничит с лесом.

## География

### Расположение
Железнодорожная станция линии Лунинец — Калинковичи, в 13 км на северо-восток от Петрикова, 177 км от Гомеля.

## Транспортная сеть

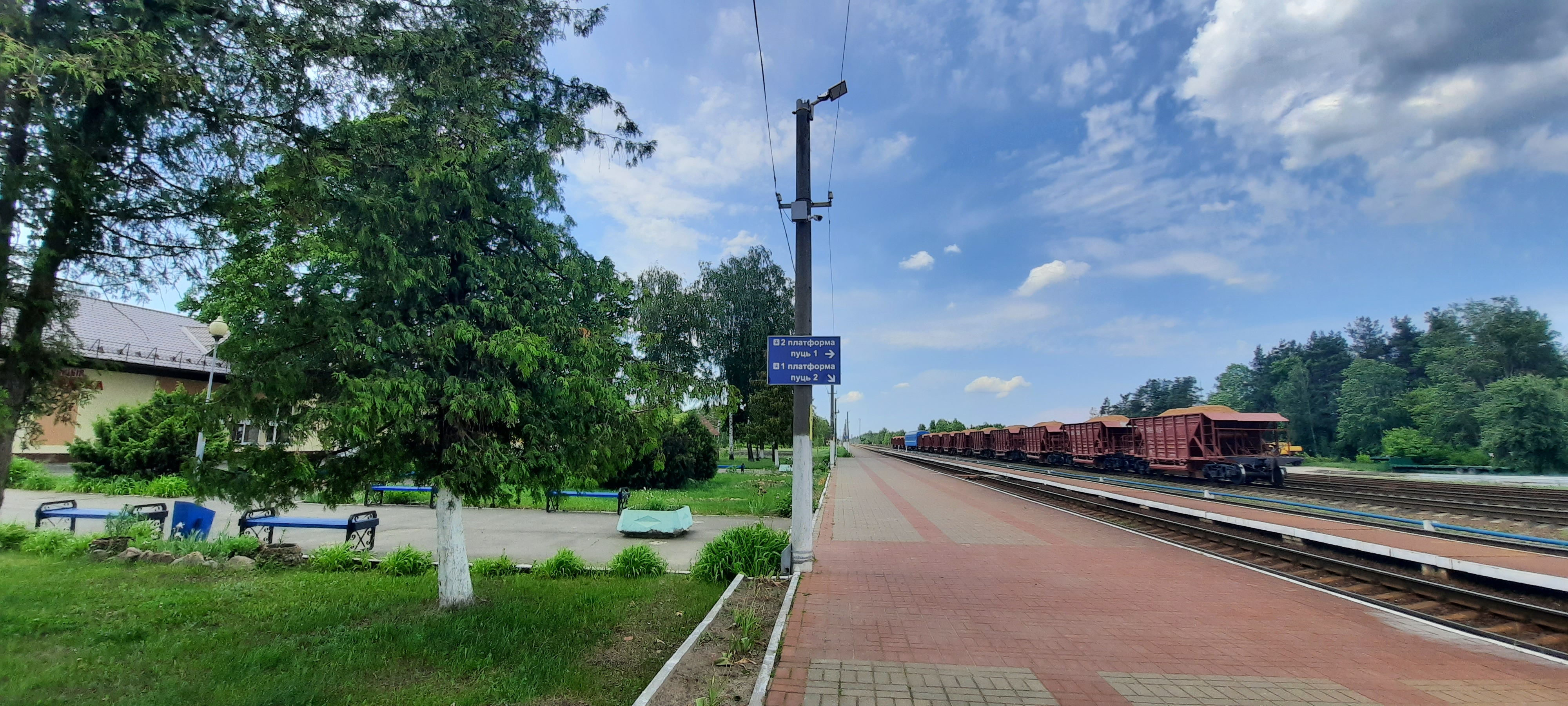
Станция Муляровка

Рядом автодорога Лунинец — Гомель. Планировка состоит из короткой широтной улицы, застроенной деревянными хозяйственными и жилыми строениями.

## История
По письменным источникам известна с XIX века как небольшое селение в Петриковской волости Мозырского уезда Минской губернии. С вводом в эксплуатацию 15 февраля 1886 года железной дороги Лунинец — Гомель начала работу железнодорожная станция. Название посёлок и железнодорожная станция получили от урочища, размещавшегося рядом. В результате пожара 10 ноября 1896 года сгорел лесопильный завод. Согласно переписи 1897 года рядом находился одноимённый выселок.
Во время Великой Отечественной войны 22 февраля 1942 года партизаны разгромили гарнизон созданный оккупантами. Это была одна из первых боевых партизанских операций на железнодорожных коммуникациях. В 1943 году каратели частично сожгли посёлок. С 8 января 1986 года центр Муляровского сельсовета. Расположены Петриковский откормочный пункт, районные объединения «Сельхозтехника» и «Сельхозхимия», керамзитовый завод, фельдшерско-акушерский пункт, начальная школа, библиотека, детский сад, клуб, отделение связи, магазин.

## Население

### Численность
- 2004 год — 204 хозяйства, 572 жителя.

### Динамика
- 1897 год — 9 дворов 57 жителей; на выселке 3 двора, 20 жителей (согласно переписи).
- 1917 год — на железнодорожной станции 130 жителей.
- 1959 год — в посёлке 100 жителей, на железнодорожной станции — 73 жителя (согласно переписи).
- 2004 год — 204 хозяйства, 572 жителя.

## Культура
- Дом культуры
- Музей ГУО «Муляровская начальная школа»

## Достопримечательность
- Памятный знак в честь воинов-пограничников 18 Краснознаменного пограничного отряда войск Народного комиссариата внутренних дел, 75 стрелковой дивизии и 6 дивизиона бронепоездов (2020). Установлен напротив станции Муляровка.